# Un cappello di paglia di Firenze (film)
Un cappello di paglia di Firenze (Un chapeau de paille d'Italie) è un film muto del 1928 diretto da René Clair.
È l'adattamento cinematografico della commedia in cinque atti omonima di Eugène Labiche e Marc-Michel. Lo spettacolo teatrale debuttò il 14 agosto 1851 a Parigi, al Théâtre du Palais-Royal

## Trama
Agosto 1895. Jules Fadinard, un giovane possidente,  sta per sposare Hélène Nonancourt,  la figlia di un importante e ricco vivaista. La mattina del giorno delle nozze il cavallo del promesso sposo gli gioca un brutto tiro: sulla strada che stanno percorrendo per recarsi alla cerimonia, nei pressi del bosco di Vincennes,  mangia il cappello di paglia di Firenze di una giovane,  Anaïs, che si trova dietro un cespuglio in compagnia dell'amante ussaro di cavalleria, il tenente Tavernier.
Malauguratamente la bella Anaïs è sposata a un uomo sospettoso e geloso,  Monsieur de Beauperthuis, e non può rientrare a casa senza il copricapo.
Da questo momento il promesso sposo è tormentato dall'ussaro che pretende trovi per la sua dama al più presto un cappello di paglia di Firenze identico a quello rovinato dal cavallo e minaccia di demolirgli la nuova casa. Sotto lo sguardo allibito del maggiordomo Félix, inizia una corsa folle attraverso tutta Parigi. Non sono certo capaci di aiutare il povero Jules lo zio Vésinet, sordo, o il cugino ossessionato dalla perdita di un guanto bianco, o la terribile cugina che tiranneggia continuamente il marito per la cravatta sempre di storto, o il padre della futura sposa che soffre di mal di piedi e non si separa mai dalla sua pianta di mirto.
Insperato e imprevisto giunge il lieto fine: il dono di nozze portato alla sposa dallo stordito zio sordo è proprio un magnifico cappello di paglia di Firenze.

## Produzione
Il film fu prodotto dalla Films Albatros. Il produttore Alexandre Kamenka ottenne i diritti cinematografici della commedia da Marcel L'Herbier, che li aveva acquistati prima di lui, e affidò la regia a Clair, dopo il successo di La proie du vent. 

### Sceneggiatura
La sceneggiatura venne completata, come lo stesso Clair sosterrà in seguito, in otto giorni.
Scrisse: "Ho voluto conservarmi fedele allo spirito dell'opera (l'unica cosa che importi) e non alla sua forma concepita per la scena. Ho scritto la sceneggiatura esattamente come penso che l'avrebbero scritta Eugène Labiche e Marc-Michel se avessero conosciuto il cinema."
Il testo di Labiche è trattato come un canovaccio in cui Clair inserisce numerose variazioni e gag indipendenti. L'azione è spostata a fine secolo, in un passato non troppo lontano che evoca anche la nascita del cinema. (Iris Barry, Scheda scritta nel 1940 in occasione della presentazione del film al Museo d'Arte Moderna di New York.) 

### Riprese
Secondo Pierre Billard, l'intero film richiese solo cinque mesi. Fu girato nello studio di Montreuil della Albatros.

### Scenografia
Capo scenografo della Albatros era allora Lazare Meerson, un giovane russo di grande talento, con cui Clair era alla sua seconda collaborazione.

### Fotografia
La fotografia, nitida e raffinata, è di Maurice Desfassiaux, il cameraman di Clair in Paris qui dort, e di Nicolas Roudakoff.

### Cast
Il cast è formato da un gruppo eterogeneo di attori europei e di immigrati russi: 
- l'attore feticcio di Clair, Albert Préjean, interprete del promesso sposo;
- Paul Olivier, caratterista abituale di Clair, nel ruolo dello zio sordo;
- Alexei Bondireff, il cugino con la cravatta storta;
- la seducente Olga Tschekowa, la moglie infedele, proprietaria del cappello;
- lo svizzero Jim Gérald, il marito geloso.

### Prima
La prima si ebbe al Théâtre des Champs-Élysées.

## Distribuzione
Uscito nelle sale cinematografiche francesi il 13 gennaio 1928, il 16 gennaio venne distribuito in Portogallo con il titolo O Chapéu de Palha de Itália. In Finlandia, il film uscì il 28 aprile 1929. Nel 1931, la Moviegraphs lo distribuì sul mercato americano in una versione sincronizzata e con sottotitoli in inglese: venne presentato in prima a New York il 31 agosto 1931. In inglese, il film prese il titolo The Horse Ate the Hat o, in alternativa, The Italian Straw Hat.
Copia della pellicola viene conservata negli archivi della Cinémathèque Française (positivo 35 mm) e in collezioni private (positivo 16 mm). Il film è stato distribuito in DVD nel 2005 dalla Grapevine e, nel 2010, dalla Flicker Alley.

## Restauro
La Cinémathèque Française ha restaurato nel 1989 la pellicola e l'ha accompagnata con la musica composta da Raymond Alessandrini.

## Critica
(Carl Vincent, Storia del cinema, p. 84)
(Georges Sadoul, Storia del cinema mondiale dalle origini ai nostri giorni, p. 313)
(Lenny Borger, Scheda del film, Cineteca del Friuli 2007)

## La comicità
Clair sa trarre effetti di comicità dal grottesco della moda del tempo: maniche a prosciutto, vitini da vespa, cappelli ingombranti, giacche lunghe e strette, il corpetto della sposa, i guanti del cugino; dal grottesco degli usi e costumi dell'epoca: il discorso del sindaco, la partenza per il viaggio di nozze, il trasporto dei regali, il pranzo di famiglia, la quadriglia dei lancieri.

## Tempo del film
Il tempo del film è rigorosamente chiuso dentro il giorno delle nozze di Fadinard.

## Spazio del film
Cinque luoghi:
la casa della sposa, la casa dello sposo, la strada davanti alla casa dello sposo, luogo della cerimonia, la casa di Beauperthuis.

## Personaggi
I personaggi sono rappresentati secondo le modalità del vaudeville: come automi o merionette fissati attraverso tic, gesti, atteggiamenti fissi. Hélène, la sposa, è preoccupata della spilla conficcata nel corsetto, Bobin del guanto smarrito, Beauperthuis delle scarpe che non riesce ad infilare, Tavernier è risolto nel suo ampio e vano gesticolare, Fadinard sempre distratto, preoccupato solo del cappello che deve procurarsi.

## Struttura
Il film ha una struttura ben calibrata.
"Ordine/disordine": il film si sviluppa in una oscillazione continua fra questi due stadi. Coincidenze, interferenze, ripetizioni creano il disegno del film che si va ricomponendo come un cerchio, in cui tutto ritorna al posto in cui era all'inizio.